# Juan Francisco García Muñoz
Juan Francisco García Muñoz   (Sarrió, 8 de març de 1896 - Buenos Aires, 17 de juliol de 1969) de nom artístic Juan García, va ser un cantant d'òpera i de jota espanyol.

## Biografia
La seva primera educació musical va passar a ca seva, a Sarrió. El seu pare, que era organista cec i director de la rondalla local, li va ensenyar els rudiments del solfeig. La seva mare el va introduir a la jota, gènere que mai més abandonaria a la seva carrera. Va continuar la seva educació musical amb el seu oncle, el rector de Valbona (Gúdar-Javalambre), on es va traslladar a viure. El seu oncle li va aconseguir una plaça a l'escola de Salesians de Sarrià, a Barcelona, on es va traslladar a estudiar amb onze anys per aprendre l'ofici d'enquadernador. Després d'acabar els estudis va treballar de tipògraf, encara que mai va abandonar la seva ambició musical. Així va aconseguir el 1921 fes els seus primers passos sobre l'escenari, al Teatre Tívoli, com a part del cor en companyia d'Emili Sagi-Barba.
Cap a 1924 va decidir traslladar-se a Milà per ampliar els seus estudis musicals. Per subsistir i pagar-se els estudis va haver de realitzar tota mena de treballs, fins a pintor de brotxa grossa. De pintor de façanes ho va descobrir la soprano Toti Dal Monte mentre cantava l'ària «Ecco ridente», de El barber de Sevilla. Gràcies a la intervenció de Dal Monte, va poder estrenar-se en un petit teatre milanès.
El seu primer gran èxit va ser al Teatre Comunale de San Remo, cantant Rigoletto. A partir d'aquí el seu èxit i fama van començar a estendre's, primer a Itàlia i posteriorment a Espanya, on va obtenir un èxit enorme al Teatre Tívoli de Barcelona amb Manon. L'èxit al Tívoli va ser tan gran que va haver de repetir la seva actuació al Gran Teatre del Liceu. Especialment celebrada va ser la seva actuació a El barber de Sevilla la temporada de 1927-28 al Teatro de la Zarzuela de Madrid. A finals de 1925 va quedar encallat sense diners a Egipte, quan la seva companyia, la de Pietro Mascagni, va tornar a Espanya sense ell. Tant les raons per a la seva permanència com el que va passar en els deu mesos que hi va passar mai no van ser aclarits i García mateix només comentava fabulan, «assegurant que havia cantat en harems i en palaus plens de belles huríes».
La crisi de l'òpera a Espanya a principis dels anys 1930, i possiblement les estridències i les intrigues del món de l'òpera, el van portar a derivar cap a la sarsuela. També a la sarsuela va tenir grans èxits amb La picarona d'Alonso, El ama de Fernández Ardavín i Guerrero o La moza vieja de Luna, Romero i Fernández Shaw. També va protagonitzar dues pel·lícules, Do, re, mi, fa, sol, la , si, o la vida privada d'un tenor (Edgar Neville, 1934) i Corre, mulilla (Benito Perojo, 1935).
García també era lletrista i compositor de cançons. La seva cançó "Morucha" amb música de Juan Quintero va tenir molt èxit, això va contribuir que García fos un freqüent convidat a la ràdio. El 1934 va decidir formar la seva pròpia orquestra, Juan García i la seva orquestra, que li donava més llibertat, amb tal èxit que es va passar l'any següent de gira per Espanya i Portugal.
Com a conseqüència de la Guerra civil, el 1936 es va traslladar a Buenos Aires, on va ser contractat per Radio Belgrano. Vista la situació a Europa, es va instal·lar definitivament a Buenos Aires, on va contreure matrimoni, encara que no va tenir descendència.